# Electrona risso
El chispa (Electrona risso), es una especie de pez marino de la familia de los mictófidos o peces linterna.

## Morfología
Su longitud máxima descrita es de 8'2 cm, con una edad máxima de unos dos años. Tanto en la aleta dorsal como en la aleta anal no tienen espinas y tienen poco más de una docena de radios blandos en la dorsal y unos 20 en la aleta anal. Son luminiscentes, con hileras de fotóforos a lo largo de su cuerpo.

## Distribución y hábitat
Es un pez marino bati-pelágico de aguas profundas, oceanódromo, que habita en un rango de profundidad entre 90 y 820 metros Se distribuye de forma muy amplia por casi todo el planeta, por el océano Atlántico desde las islas británicas en 55° de latitud norte hasta Namibia a 46° de latitud sur, así como por el mar Mediterráneo, también por la costa oeste del océano Atlántico, el océano Índico y el océano Pacífico.
Es un pez oceánico, que habita entre los 225 y 750 metros de profundidad durante el día, mientras que durante la noche los juveniles migran a los 90 a 375 metros y los adultos entre 450 y 550 metros, epipelágico a mesopelágico. En el Mediterráneo la época de freza es durante el verano hasta el otoño. Es ovíparo y tanto los huevos como las larvas son plantónicos.